# Allognathus graellsianus
Allognathus graellsianus es una especie de molusco gasterópodo pulmonado terrestre de la familia Helicidae.

## Distribución geográfica
Es endémica de la vertiente norte de la sierra de Tramontana en la isla de Mallorca (España).